# Edifício Esplanada
O Edifício Esplanada é um prédio residencial situado em Porto Alegre, capital do estado brasileiro do Rio Grande do Sul.
Foi projetado em 1952 pelo arquiteto uruguaio Román Fresnedo Siri. Mais que paradigmático, formou um estilo hegemônico em Porto Alegre, a exemplo do que ocorre em grandes cidades, quando o aparecimento de formas inovadoras tem seu estilo reproduzido em outras construções.
Foi construído em parceria com a Construtora Azevedo Moura e Gertum, sob encomenda dos irmãos Iochpe. Localizado no bairro Independência, é formado por quatro blocos, um na Avenida Independência, dois na Rua Ramiro Barcelos e um na Rua André Puente. Cada bloco tem 30 apartamentos, dois por andar. Os salões de festas e churrasqueiras dos blocos são nas coberturas.

## Galeria de imagens

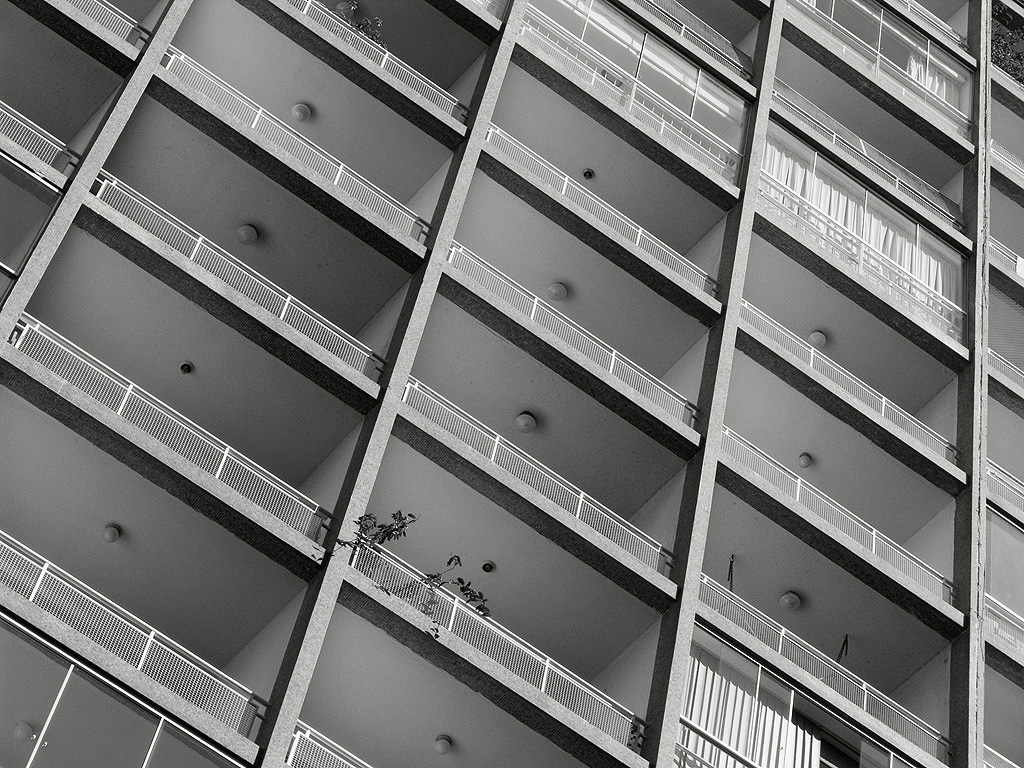
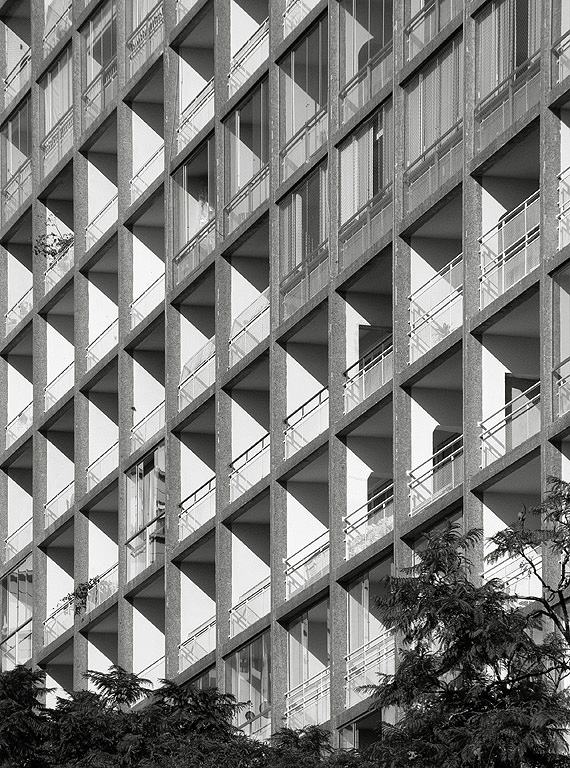
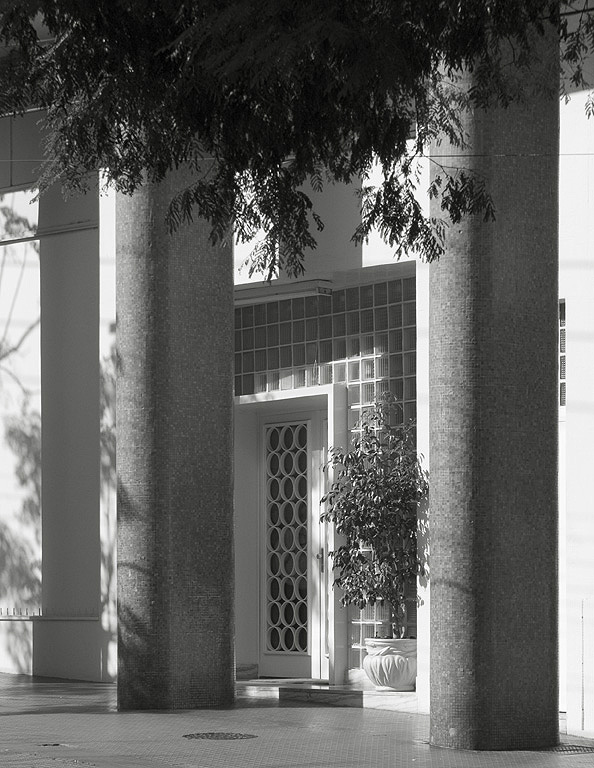
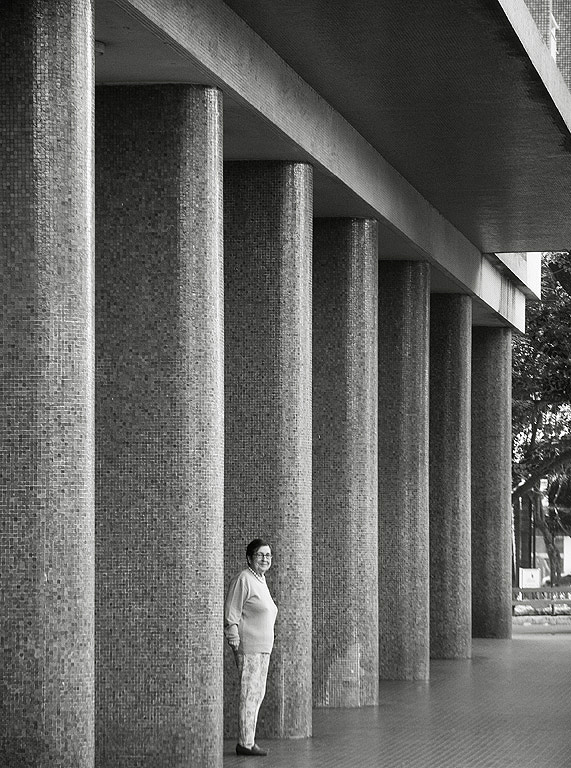

### Bibliográficas
- CANEZ, Anna Paula; COMAS, Carlos Eduardo; BOHER, Glênio. Arquiteturas cisplatinas: Roman Fresnedo Siri e Eladio Dieste em Porto Alegre. Porto Alegre: UniRitter Editora, 2004. ISBN 9788588244085, 858824408X